# Маленкин, Андрей Сергеевич
Андрей Сергеевич Маленкин (1906, дер. Иловица, Смоленская губерния — 1990, Киев) — украинский советский и партийный деятель, депутат Верховного Совета СССР 4-5-го созывов, депутат Верховного Совета УССР 3-го, 7-8-го созывов. Член ЦК КПУ (1952—1976).

## Биография
Родился в семье рабочего. Русский. С 12 лет батрачил. С 1925 года работал подручным слесаря на заводе в городе Днепропетровске.
Член ВКП(б) с 1928 года.
Окончил Днепропетровский институт инженеров железнодорожного транспорта. Работал преподавателем, старшим преподавателем, заведующим кафедрой, заведующим(деканом) факультета Днепропетровского института инженеров железнодорожного транспорта.
В 1941 году — секретарь Октябрьского районного комитета КП(б)У города Днепропетровска.
В августе — октябре 1942 года — секретарь Актюбинского областного комитета КП(б) Казахстана по промышленности. В октябре — декабре 1942 года — начальник Политического отдела Актюбинского комбината НКВД Казахской ССР. В декабре 1942—1943 годах — секретарь Актюбинского областного комитета КП(б) Казахстана по промышленности.
С сентября 1943 года — в распоряжении ЦК КП(б)У. В 1944—1946 годах — секретарь Днепропетровского городского комитета КП(б)У по кадрам.
В 1946—1950 годах — секретарь Одесского областного комитета КП(б)У по кадрам.
С августа 1950 до 1961 года — 1-й секретарь Николаевского областного комитета КПУ.
В 1961 — декабре 1962 — председатель Комиссии государственного контроля Совета Министров Украинской ССР. В 1963—1966 годах — 1-й заместитель председателя Комитета Партийно-государственного контроля ЦК КПУ и СМ Украинской ССР. В марте 1966 — ноябре 1973 — председатель Комитета народного контроля Совета Министров Украинской ССР.
Депутат (от Николаевской области) Совета Союза Верховного Совета СССР 4-го (1954—1958) и 5-го (1958—1962) созывов. Делегат XIX (1952), XX (1956) и XXI (1959) съездов КПСС.
С ноября 1973 года — на пенсии.

## Награды
- два ордена Ленина (в том числе 27.08.1956)
- орден Дружбы народов (1976)
- медали